# Caterina Labouré
Caterina Labouré (2 de maig de 1806 - 31 de desembre de 1876), nascuda Zoe Labouré, va ser una de les Filles de la Caritat i visionària mariana, creadora i promotora de la devoció a la Medalla Miraculosa. És venerada com a santa per l'Església catòlica.

## Vida
Va néixer a un poble de la Borgonya, a casa del granger Pierre Labouré; n'era la novena dels onze fills. El 1815, la seva mare, Madeleine Gontard, va morir, fent-se càrrec de la nena i de la seva germana petita, la seva tia: van marxar amb ella a la seva casa de Saint-Rémy, a nou kilòmetres de casa seva.
Molt devota, de jove, va fer-se membre de la congregació de les Filles de la Caritat, arran d'un somni que havia tingut. Tenia una especial devoció envers la Mare de Déu.

## Visions
Caterina explicà que la nit del 8 de juliol de 1830, es desvetllà en sentir la veu d'un nen que la cridava a la capella, i que sentí la Mare de Déu que li deia: "Déu vol encarregar-te una missió. No et faran cas, però no temis; tindràs la gràcia per fer el que és necessari. Digues al teu director espiritual el que passa dintre teu. Els temps són dolents a França i al món."
El 27 de novembre de 1830, Caterina va tornar a veure la Mare de Déu. Ara se li mostrava dintre d'un oval, sobre un globus, amb anells de diferents colors que lluïen i enviaven raigs de llum al globus. Al voltant, unes lletres deien "Oh, Maria, concebuda sense pecat, prega per nosaltres que recorrem a tu". L'oval girava, mostrant un cercle de dotze estrelles, una lletra "M" amb una creu a sobre, i els sagrats cors de Maria i Jesús a sota. La Mare de Déu li demanà que expliqués al seu confessor les imatges que havia vist perquè les posessin en una medalla: "Tothom qui la dugui rebrà grans mercès".
Caterina va fer-ho així; el confessor va observar atentament la vida de Caterina durant dos anys i només després li ho comunicà al bisbe, sense donar la identitat de la germana. La petició va ser aprovada i es van fer les medalles, que van assolir un altíssim grau de popularitat. Possiblement, va influir en l'aprovació posterior del dogma de la Immaculada Concepció.

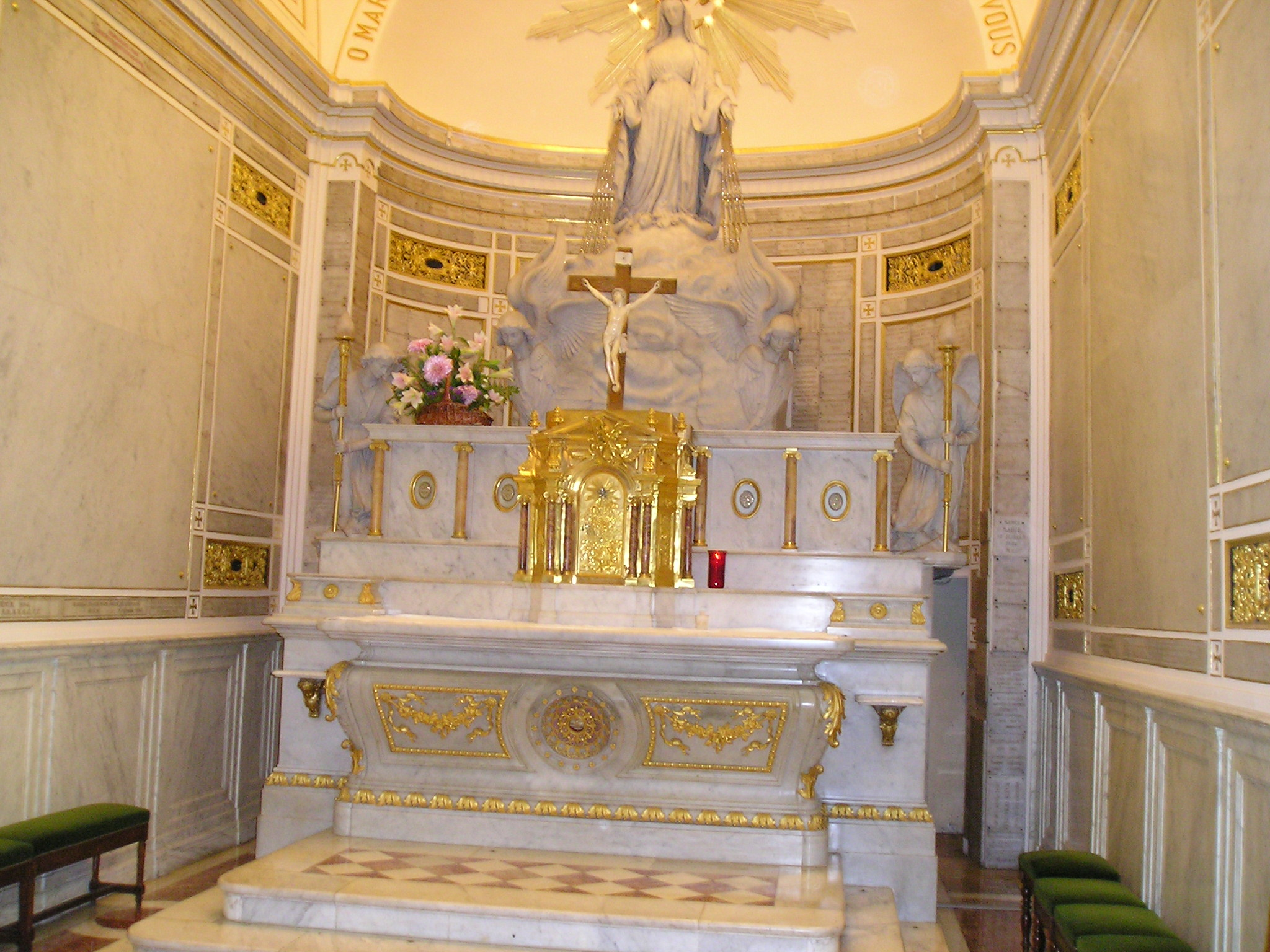
Altar de la Capella de la Medalla Miraculos
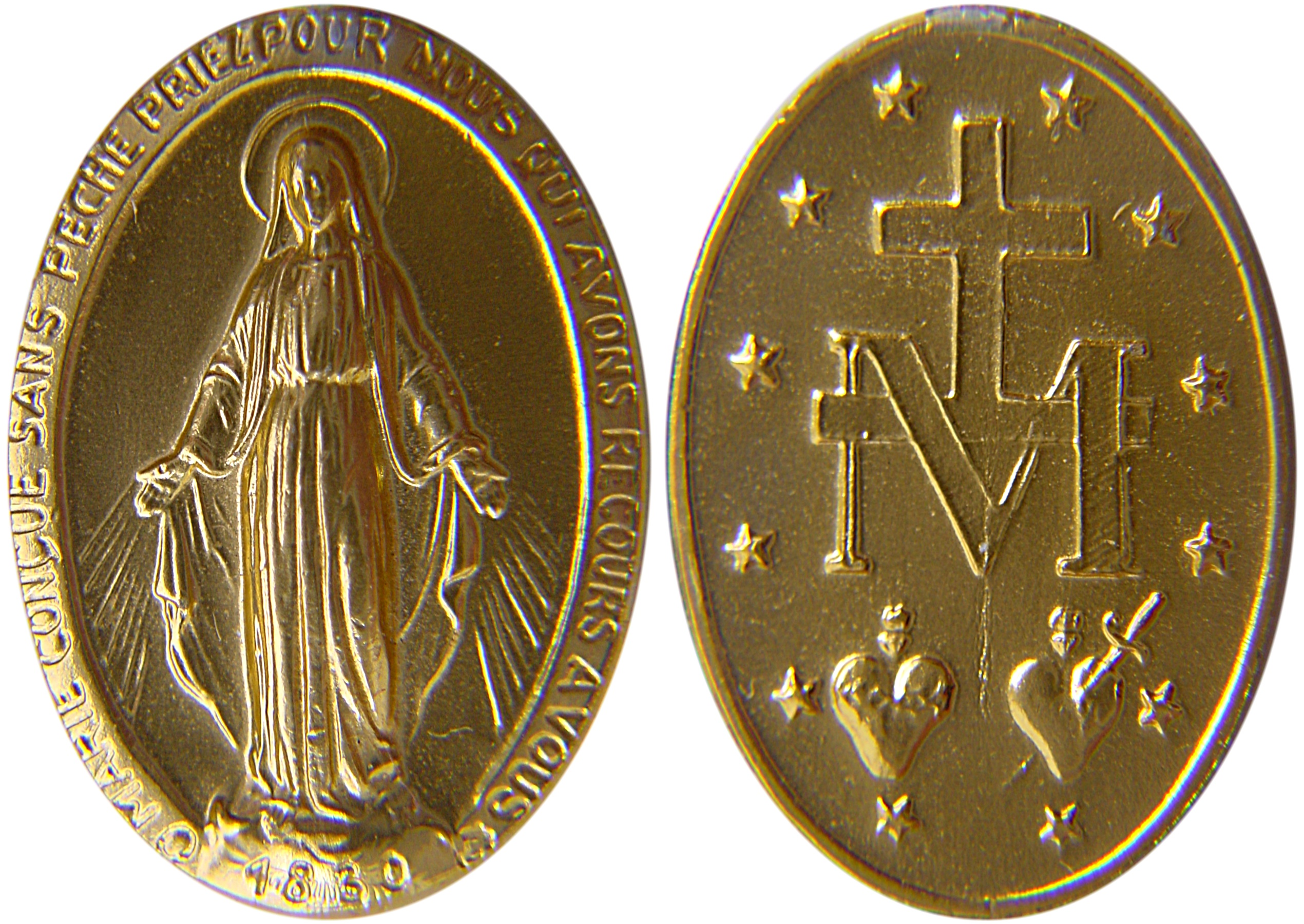
La Medalla Miraculosa

## Mort i veneració
Caterina va viure la resta de la seva vida com una monja més, dedicada a la cura dels malalts i a conviure amb les seves companyes. Mai va dir a ningú més res sobre les seves visions: en morir, el 1876, ningú no ho sabia, ni sabia que era la responsable de la Medalla Miraculosa.
El seu cos va ser exhumat el 1933 i va ser trobat incorrupte, essent dipositat en una urna de vidre a un altar de la Capella de la Mare de Déu de la Medalla Miraculosa (anomenada també 140 Rue du Bac, fent servir-ne l'adreça) de París, al lloc on la Mare de Déu se li havia aparegut. Va ser canonitzada el 27 de juliol de 1947, per Pius XII.